# Xitole (setor)
Xitole é um setor em Guiné-Bissau. Ele está localizado na região de Bafatá, na parte central do país, 100 km a leste da capital, Bissau. O número de habitantes é de 19.336 e a área é de 1.339 quilômetros quadrados.
O terreno no Setor de Xitole é formado por planícies.[nota 1]
Savana é a principal formação vegetal do setor.

Sua temperatura média fica em torno de 22 °C ao ano. O mês mais quente é de abril, quando a temperatura média é de 28 °C e o mais frio é janeiro, com 20 °C. a Média anual de precipitação é de 2.171 milímetros. O mês mais úmido é em setembro, com uma média de 594 mm de precipitação e o mais seco é janeiro com 1 mm de precipitação.

## Património
- Antiga ponte Marechal Carmona.